# フランク・E・ロイ

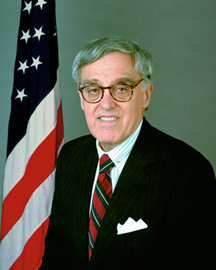
フランク・E・ロイ

フランク・E・ロイ（Frank E. Loy, 1928年 - ）は、アメリカ合衆国の弁護士（企業法務）、実業家、官僚、外交官。米国民主党ビル・クリントン政権において、1998年から2001年まで地球規模問題担当国務次官を務めた。国務省では主に気候変動に関する問題と遺伝子組み換え作物の取引に関する交渉を扱った。
彼はパンアメリカン航空副社長、ジャーマン・マーシャル基金会長、ペン・セントラル・トランスポーテーション社長を歴任し、オメルベニー・アンド・マイヤーズにて弁護士を務めた。

## 生い立ちと私生活
1928年、ドイツのニュルンベルクで生まれた。幼少期は父親とともにドイツ、イタリア、スイスで過ごした。10歳の頃からロサンゼルスの公立学校に通った。彼はカリフォルニア大学ロサンゼルス校で学士号を取得。ハーバード・ロー・スクールで法学士号を取得。ハーバード卒業後は米陸軍にて21ヶ月勤務した。その後は、ロサンゼルスの企業法務の弁護士事務所に入所した。
彼はワシントンD.C.に居を構え、妻デイル・ヘイヴンとともに暮らした。夫妻の間には、子供が2人生まれた。

## 企業法務弁護士としてのキャリア
1970年から1973年まで、パンアメリカン航空にて国際担当および監督担当の上級副社長。
1974年、破産宣告を受けたペン・セントラル・トランスポーテーションの社長に就任。会社更生の処理を遂行し、非鉄道系の事業を扱うすべての子会社の社長にも就任した。ロイは承継会社ペン・セントラル・コーポレーションへの事業引継を行い、1979年に退任した。

## 政治との関わり
初期は、運輸省連邦航空局局長特別補佐官、国土安全保障省政策開発局局長を歴任。
1965年から1970年まで国務省に入り、ジョンソン政権において経済担当国務副次官補を務めた。ロイは航空輸送に関する二国間交渉を多くの国と行い、国際民間航空機関や国際海事機関といった国際期間の会合に参加し、またインテルサットの機構立ち上げに際する多国間交渉にてアメリカ代表団の副代表を務めた。続いてジミー・カーター政権下の1980年から1981年まで国務省人口・難民・移民局局長を務め、加えて大使級の地位を与えられた。

### 国務次官
ビル・クリントン政権下の1998年から2001年まで地球規模問題担当国務次官。
2011年には、バラク・オバマ政権の下、スーザン・ライス米国国連大使（米国国連代表）の、米国国連代表部代表代理として任命され、第66回国際連合総会に出席した。